# Felińscy herbu Farensbach
Felińscy – polska rodzina szlachecka pochodzenia ruskiego

## Historia
Ród Felińskich  wywodził się z mieszczaństwa Witebska. Jego protoplastą był Marek Ilinicz Łytko, który jako żołnierz w armii hetmana Jana Zamoyskiego brał udział w walkach w Inflantach. 
Za odwagę i męstwo przy zdobywaniu miasta Felin w 1607 roku Marek Ilinicz Łytko został nobilitowany, otrzymał nazwisko Feliński i herb szlachecki Farensbach. Na sejmie w 1611 roku przyznano mu dobra ziemskie na Wołyniu, które w późniejszych latach dziedziczyli jego potomkowie.

## Przedstawiciele rodu
- Alojzy Feliński - poeta i pisarz
- Ewa z Wendorffów Felińska - pisarka
- Zygmunt Szczęsny Feliński - święty, arcybiskup warszawski